# Odznaka honorowa „Za Zasługi dla Turystyki”
Odznaka honorowa „Za Zasługi dla Turystyki” – polskie resortowe odznaczenie cywilne w postaci odznaki honorowej, nadawane przez ministra właściwego do spraw turystyki, którym do 2007 był minister gospodarki, a obecnie (2012) jest minister sportu i turystyki (w latach 1998–2002 odznakę nadawał Prezes Urzędu Kultury Fizycznej i Turystyki).
Odznaka została ustanowiona 27 stycznia 1998 rozporządzeniem Rady Ministrów w celu wyróżnienia osób zasłużonych dla rozwoju turystyki i zastąpiła odznakę „Zasłużony Działacz Turystyki”. Kolejne rozporządzenie, z dnia 26 sierpnia 2002, zmieniło wygląd odznaczenia i określiło obowiązujące dziś zasady nadawania.
Odznaka zastąpiła dotychczasową Odznakę „Zasłużony Działacz Turystyki”, zniesioną w 1996 wraz z szeregiem innych odznaczeń ustanowionych w okresie PRL.

## Zasady nadawania
Odznaka jest szczególnym honorowym wyróżnieniem i może być nadawana obywatelom Rzeczypospolitej Polskiej, obywatelom państw obcych oraz organizacjom lub innym instytucjom w kraju i za granicą w uznaniu ich zasług dla rozwoju polskiej turystyki i umacnianiu współpracy międzynarodowej w tej dziedzinie.
Odznakę nadaje minister właściwy do spraw turystyki z własnej inicjatywy lub na wniosek:
- ministra lub kierownika urzędu centralnego,
- kierownika jednostki organizacyjnej podległej lub nadzorowanej przez ministra właściwego do spraw turystyki (np. POT),
- wojewody, marszałka województwa,
- kierownika placówki zagranicznej Rzeczypospolitej Polskiej, podległej ministrowi właściwemu do spraw zagranicznych,
- organu statutowego krajowej organizacji społecznej i stowarzyszenia działającego na rzecz turystyki – w odniesieniu do pracowników i działaczy tych organizacji (np. PTTK, PTK, ZHP, ZHR i inne).

Odznaka jest jednostopniowa i może być nadana tylko raz danej osobie lub instytucji. Nadanie medalu potwierdza się legitymacją wręczaną łącznie z odznaką.

## Opis odznaki
1998
Odznaką był okrągły medal o średnicy 30 mm, wykonany z metalu w kolorze srebrnym. W środku medalu, na zielono emaliowanym tle był umieszczony stylizowany rysunek głowy orła oraz zarys gór. Wzdłuż prawej krawędzi medalu był umieszczony napis „ZA ZASŁUGI DLA TURYSTYKI”. Medal był przymocowany do zawieszki o wymiarach 30 mm × 9 mm. Zawieszka miała kształt wstążki pokrytej w połowie białą, w połowie czerwoną emalią. Na środku wstążki, na czerwono emaliowanej tarczy, był umieszczony srebrzony orzeł, według wzoru określonego dla godła RP.
Odznakę noszono na prawej stronie piersi.
2002
Odznakę stanowi okrągły medal o średnicy 33 mm w kolorze srebrnym, wykonany w metalu. Na awersie widnieje stylizowany, biało emaliowany wizerunek sokoła wędrownego o rozpostartych skrzydłach, dzielących powierzchnię medalu na dwie części. Górna część pokryta jest emalią w kolorze niebieskim, z biegnącym powyżej łukiem napisem: „ZA ZASŁUGI”. Dolna część pokryta jest emalią w kolorze zielonym, z umieszczonym niżej biegnącym łukiem napisem: „DLA TURYSTYKI”. Na rewersie umieszczony jest pośrodku stylizowany monogram „RP” oraz, poniżej numer kolejny nadanej odznaki. U góry medalu uszko, pierścień i kółko, do zawieszenia na wstążce.
Medal zawieszony jest na jedwabnej wstążce o szerokości 30 mm, z biało-czerwonym paskiem szerokości 6 mm pośrodku i bocznymi paskami w kolorze srebrnym o szerokości 12 mm każdy. Wstążka przeciągnięta jest przez podłużny otwór w metalowej listewce o wymiarach 12 mm x 33 mm, w kolorze srebrnym. Na listewce znajduje się stylizowany wizerunek kompasu, po bokach którego widnieją pojedyncze gałązki wawrzynu o pięciu listkach, Na odwrocie listewki zamocowane jest zapięcie.
Odznakę nosi się zawieszoną na wstążeczce na lewej piersi, po orderach i odznaczeniach państwowych.